# Luís Aranha
Luís Aranha (São Paulo, 17 de maio de 1901 — Rio de Janeiro, 29 de junho de 1987) foi um poeta e diplomata brasileiro.

## Biografia
Concluiu o ginasial no Colégio dos Irmãos Maristas em 1919, ano em que trabalhou por breve período como balconista na então famosa Drogaria Bráulio, no centro da capital, na região do chamado "Triângulo". Essa experiência serviu-lhe como inspiração para a composição do longo poema “Drogaria de éter e de sombra”, um dos mais conhecidos de sua obra.
Em 1920, foi apresentado por seus irmãos mais velhos a Mário de Andrade, passando a frequentar as reuniões de terça-feira à noite na casa do escritor, junto com Oswald de Andrade, Di Cavalcanti, Anita Malfatti, Tarsila do Amaral, Ronald de Carvalho, entre outros.
Leu alguns de seus poemas na segunda noite da Semana de 22, em 15 de fevereiro, a chamada "Noite das Vaias", após a conferência sobre a estética modernista de Menotti del Picchia, além de ter sido encarregado de apresentar a seção de artes plásticas do evento, conforme relatou na única entrevista concedida, publicada cinco meses antes de sua morte.
Membro ativo da primeira geração do modernismo brasileiro, em Klaxon teve publicados os seguintes poemas: “O Aeroplano”, “Pauliceia Desvairada”, “Crepúsculo” e “Projetos”. Fato menos conhecido: teve um quinto e último poema, “O vento”, publicado na Revista do Brasil . Fora os quatro poemas publicados em Klaxon, os datiloscritos dos outros 22 poemas que figuram em Cocktails foram entregues a Mário de Andrade, que os conservou (hoje pertencentes ao acervo Mário de Andrade, do Instituto de Estudos Brasileiros da Universidade de São Paulo, IEB/USP).
Embora pouco lembrado pela crítica, ganhou certa notoriedade por seus três poemas longos: o já citado "Drogaria de éter e de sombra", bem como "Poema Pitágoras" e "Poema giratório". O primeiro destes foi previsto para publicação na revista modernista carioca Estética, em 1924-25.
Em 1926, concluiu o curso de Direito na Faculdade do Largo de São Francisco. Mudou-se para o Rio de Janeiro e, em 1929, ingressou no Ministério das Relações Exteriores, onde exerceria diversas funções ao longo de sua carreira diplomática. Aposentado, Luís Aranha passou a dedicar-se ao estudo das artes plásticas. Faleceu em 29 de junho de 1987, na capital fluminense.
Sua poesia, embora inédita, logo foi lida, apreciada e divulgada pelos amigos Mário de Andrade, que a comentou nos ensaios A Escrava que não é Isaura (redigido em 1922 e publicado em 1925) e "Luís Aranha ou a poesia preparatoriana" (1932), e Sérgio Milliet, já em 1923, no artigo La poésie moderne au Brésil, e depois no pequeno artigo "Inéditos" (1926, publicado na revista modernista Terra roxa e outras terras). Alguns fragmentos poéticos de Luís Aranha também foram transcritos por Manuel Bandeira na sua Antologia de poetas brasileiros bissextos contemporâneos (1946).
Depois de ter sido objeto de uma reconsideração pelo crítico Mario da Silva Brito e por poetas como José Lino Grünewald e Mário Chamie, sua obra completa (26 poemas) foi reunida em 1984 pelo poeta Nelson Ascher e pelo crítico literário Rui Moreira Leite no livro Cocktails, edição fundamentada sobre os originais entregues a Mario de Andrade.
Conquanto Luís Aranha não tenha publicado mais nada por iniciativa própria além dos poemas da RevistaKlaxon, a leitura de sua correspondência com Mário de Andrade revela que ele continuou escrevendo poesia, pelo menos, até 1932. Em uma das cartas, datada de 7 de março de 1923, contando de suas leituras e da rotina em Cândido Mota (cidade para a qual havia se mudado no início daquele ano), Luís Aranha mencionou, inclusive, o projeto de um novo livro que se intitularia Poemas do Rio Macuco. No entanto, não se tem notícia de que os originais desses poemas posteriores a 22 tenham resistido ao tempo.
Em 2010, a poesia de Luís Aranha começou a ser revisitada através de traduções para o francês, o espanhol e o inglês, publicadas na França, México, Argentina, Espanha e Estados Unidos, além de um primeiro projeto de tese (ainda inédita) dedicada à análise de alguns poemas de Cocktails.